# Андор (телесеріал)
«Андор» (англ. Andor) — американський телесеріал з франшизи «Зоряних війн», який вийшов на екрани у вересні 2022 року на Disney+. Серіал є приквелом до фільму «Бунтар Один». Шоуранером і головним сценаристом став Тоні Гілрой, який був сценаристом фільму «Бунтар Один». Зйомки почалися в кінці листопада 2020 року в Лондоні.
Прем'єра першого сезону серіалу відбулася на Disney+ 21 вересня 2022 року, коли вийшли перші три з дванадцяти епізодів. Решта виходили щотижня до 23 листопада. Показ другого сезону розпочався 22 квітня 2025 року. Серії виходять потрійними блоками.
Серіал отримав загальне визнання за більш реалістичний і складний сюжет, аніж інші серіали за «Зоряними війнами». Багато критиків визнали «Андор» свіжим поглядом на відомий вигаданий всесвіт, більш складною та «дорослою» історією. Серіал хвалили за глибокий сюжет, розкриття тематики боротьби за свободу та ціни, якої це вартує. Багато видань назвали його найкращим серіалом про «Зоряні війни».

## Сюжет
Головним героєм серіалу є Кассіан Андор (його, як і у фільмі, грає Дієго Луна), злодій, який приєднується до Альянсу повстанців у боротьбі проти Галактичної імперії. Сюжет починається за 5 років до подій, показаних у фільмі. В дитинстві Кассіан опинився серед мародерів, які стали його родиною. Ставши дорослим, він розшукує свою сестру та випадково привертає увагу правоохоронців. Разом із тим його послугами цікавиться Альянс повстанців.
Андору доручають дедалі складніші завдання, виконуючи які він стає свідком зростання тоталітарного тиску імперії, знищення нею свобод і довкілля. На тлі цього відбувається створення імперією суперзброї Зірки Смерті для здобуття імператором Палпатіном абсолютної влади. Андор стикається з суперечностями всередині Альянсу повстанців, внутрішньою ворожнечею та недовірою. Водночас частина подій показують життя тих, хто з різних причин служать імперії, реалізуючи власні амбіції чи вірячи в виправданість її політики.

## Акторський склад
- Дієго Луна — Кассіан Андор, шпигун повстанців.
- Стеллан Скашгорд — Лютен Раель, дилер на службі в Альянсу.
- Адріа Архона — Бікс Калін, подруга Кассіана, механік, торговка запчастинами на чорному ринку.
- Фіона Шоу — Маарва Андор, мародер, названа матір Кассіана.
- Деніз Гоф — Дедра Міро, імперський офіцер.
- Кайл Соллер[en] — Сиріл Карн, інспектор з безпеки корпоративного конгломерату «Преокс-Морлана» (Пре-Мора), що розшукує Кассіана.
- Алекс Фернс — сержант Лінус Моск, колега Карна.
- Женев'єв О'Райлі(інші мови)— Мон Мотма, колишня сенатор Республіки.
- Алан Тьюдік — K-2SO, перепрограмований імперський дроїд.
- Алекс Лотер — Каріс Немік.

## Епізоди

### Перший сезон
| № серії | Назва серії                              | Режисер(и)      | Сценарист(и) | Оригінальна дата виходу |
| --- | ---------------------------------------- | --------------- | ------------ | ----------------------- |
| 1 | «Каса / Kassa»                           | Тобі Гейнс      | Тоні Ґілрой  | 21 вересня 2022         |
| За 5 років до битви при Явіні на індустріальній планеті Морлана-1 Кассіан Андор розшукує свою зниклу сестру. Зайшовши до підпільного борделю, Кассіан стикається з двома офіцерами безпеки, що хочуть його пограбувати. Біля борделю стається бійка, в якій Кассіан випадково вбиває одного офіцера та застрелює іншого як свідка. Кассіан повертається на планету Феррікс, де він працює, та переконує дроїда своєї прийомної матері Маарви, B2EMO, і свого друга Брассо, нічого не розповідати про політ. Кассіан також просить свою подругу Бікс посприяти в продажу на чорному ринку імперської навігаційної технології. Бікс погоджується і зв'язується з покупцем, але спроби приховати стосунок до Кассіана викликають підозру у її хлопця Тімма. На Морлані-1 головний інспектор безпеки вирішує приховати вбивства, щоб покращити свій звіт перед імперською владою. Проте його заступник, сумлінний Сіріл Карн, потайки береться розкрити цю справу. Карн відстежує, що корабель Кассіана летів до Феррікса, а також дізнається від очевидця в борделі, що Кассіан згадував своє походження з планети Кенарі. У флешбеках юний Кассіан, чиє плем'я жило в лісі на Кенарі, стає свідком падіння республіканського зорельота. Разом із сестрою (вона називає брата Каса) Кассіан вирушає оглянути місце падіння та бачить величезний кар'єр. |                                          |                 |              |                         |
| 2 | «Це був би я / That Would Be Me»         | Тобі Гейнс      | Тоні Ґілрой  | 21 вересня 2022         |
| Тімм робить донос на Кассіана Службі безпеки конгломерату корпорацій «Преокс-Морлана», котрий веде бізнес у цьому регіоні галактики. Служба безпеки видає ордер на арешт Кассіана та споряджає корабель на Феррікс. Карн співпрацює з офіцером Моском, який підозрює, що на цій та подібній планетах готується заколот. B2EMO повідомляє Кассіану та Маарві про ордер, чим спричиняє у Маарви паніку. Кассіан готується втекти з планети. Тим часом покупець Бікса, Лютен Раель, летить на Феррікс, щоб отримати навігаційну технологію. У флешбеках Каса та його одноплеменці знаходять і оглядають розбитий зореліт. Один з екіпажу виявляється живий і відкриває вогонь, плем'я вбиває його та відступає. Проте Каса залишається, щоб дослідити корабель. |                                          |                 |              |                         |
| 3 | «Відплата / Reckoning»                   | Тобі Гейнс      | Тоні Ґілрой  | 21 вересня 2022         |
| Раель прибуває на Феррікс і зустрічає Кассіана на покинутій фабриці. Туди ж прибувають Карн і Моск з загоном силовиків. Вони навідуються до Маарви за інформацією, але вона відмовляється співпрацювати. Карн перехоплює передачу від Кассіана, таким чином точно визначаючи його розташування. Кассіан хоче продати технологію та покинути Феррікс, але Раель намагається переконати його приєднатися до Альянсу повстанців, посилаючись на неодноразові успіхи Кассіана в крадіжках і диверсіях на імперських кораблях. Тим часом робітники навколо дають одні одним умовний сигнал. Коли Бікс дізнається, що Тімм повідомив про Кассіана, вона кидається йому на допомогу, але її зупиняють офіцери, які потім вбивають Тімма, коли він намагається втрутитися. Офіцера, який зробив постріл, повертають на шаттл чекати покарання, а слідом шаттл вибухає через диверсію Брассо. Раель допомагає Кассіану втекти з планети. Приголомшений Карн і Моск лишаються на Феррісі. У флешбеках Маарва та її чоловік Клем розкрадають розбитий на Кенарі зореліт і знаходять Касу. Оскільки наближаються республіканські сили, мародери забирають хлопця з собою, вколовши йому снодійне. |                                          |                 |              |                         |
| 4 | «Алдані / Aldhani»                       | Сюзанна Вайт    | Ден Ґілрой   | 28 вересня 2022         |
| Раель відвозить Кассіана на планету Алдані та просить його приєднатися до загону диверсантів у обмін на велику суму грошей. Кассіан неохоче погоджується. Раель просить його використовувати псевдонім серед повстанців, і Кассіан обирає «Клем». Вел, очільниця групи повстанців, знайомить його з рештою диверсантів, але зберігає в таємниці участь Раеля в завданні. Вони пояснюють Кассіану, що планують викрасти бюджет імперського гарнізону з ключового імперського центру постачання, скориставшись для відльоту рідкісним природним явищем планети «Оком Алдані», коли її оточують вибухові кристали. Тим часом на Корусанті Раель, видаючи себе за торговця антикваріатом, зустрічається з сенаторкою Мон Мотмою, і вони обговорюють труднощі, які їм важко приховати від Імперії. Карн відвідує на Корусанті свою матір Іді після того, як його засудили та відправили у вимушену відпустку. Лейтенантка Імперського бюро безпеки Дедра Міро прагне отримати дані інциденту на Ферріксі, але стикається з протидією своїх колег і начальства. |                                          |                 |              |                         |
| 5 | «Сокира забуває / The Axe Forgets»       | Сюзанна Вайт    | Ден Ґілрой   | 5 жовтня 2022           |
| На Алдані «Клем» приховує своє минуле від товаришів-повстанців, які недовіряють йому, особливо Арвел Скіна. Тарамін Баркона посвячує Кассіана та інших повстанців у деталі запланованого пограбування. Під час подорожі до імперського гарнізону Кассіан зізнається, що він приєднався до групи за гроші. Вел вирішує продовжити місію та відкласти справу з минулим Клема, доки вони не досягнуть своїх цілей. Тим часом імперський офіцер і повстанський подвійний агент, лейтенант Горн, таємно допомагає команді Вел. На Корусанті Іді підтримує свого сина, коли той шукає нові перспективи кар'єри. Мон Мотма створює благодійний фонд, коли її стосунки з чоловіком і дочкою стають усе напруженіші. Керівник бюро безпеки Блевін купує готель на Ферріксі, щоб облаштувати там нову штаб-квартиру. Тим часом його суперниця Міро та її помічник Герт приходять до висновку, що повстанці проводять серію скоординованих крадіжок імперської зброї та технологій. Раель з нетерпінням чекає повідомлення від повстанської команди Кассіана. |                                          |                 |              |                         |
| 6 | «Око / The Eye»                          | Сюзанна Вайт    | Ден Ґілрой   | 12 жовтня 2022          |
| З допомогою Горна повстанці успішно проникають у гарнізон, видаючи себе за загін супроводу коменданта Джейхолда Біхаза, начальника Горна. Вони беруть сім'ю Біхаза в заручники та змушують його надати їм доступ до сховища з грошима. Під час завантаження валюти на імперський вантажний корабель прибувають імперські війська. Тараміна та Горна вбивають у перестрілці. Сінта не може потрапити на корабель, тому рятуються лише Кассіан, Скін, Вел і Немік. Вони пролітають крізь хмару кристалів на орбіті, об яку переслідувачі розбиваються. Вони приземляються на іншій планеті, щоб залікувати травми Неміка, але він невдовзі все одно вмирає. Скін пропонує Кассіану покинути Вел на планеті, а викрадені кошти розділити між ними двома. Кассіан за ці слова застрелює Скіна, відчуваючи огиду до нього. Він розповідає Вел про задум Скіна та обіцяє залишити їй кошти, за винятком частини, обіцяної Кассіану Раелем. Повернувшись на Корусант, Раель чує новини про пограбування на Алдані й тихо святкує. |                                          |                 |              |                         |
| 7 | «Об'ява / Announcement»                  | Бенджамін Карон | Стівен Шифф  | 19 жовтня 2022          |
| На Корусанті Карн отримує нову роботу в Бюро стандартів. У Імперському бюро безпеки оголошують про посилення каральних заходів. Блевін звинувачує Міро в перевищенні повноважень за порушення протоколу щодо доступу до даних про крадіжки з імперських об’єктів. Але Міро переконує начальство в доцільності своїх дій, і їй доручають нагляд за Ферріксом. Помічниця Раеля, Клея Маркі, зустрічається з Вел на Корусанті та доручає їй знайти та вбити Кассіана, щоб він не розкрив особу Раеля. Мон Мотма зустрічає Колму, старого друга і банкіра, на бенкеті з яким просить у нього допомоги з доступом до сімейних коштів, прикриваючись створення нового благодійного фонду. Кассіан повертається на Феррікс, щоб погасити старі борги, і дізнається від Бікс, що громада звинувачує його в каральних заходах Імперії. Присутність штурмовиків на Ферріксі нагадує Кассіану про те, як його названий батько був убитий штурмовиками багато років тому за виступ проти Імперії. Кассіан намагається переконати Маарву покинути Феррікс із ним, але вона вирішує залишитися і таємно протистояти Імперії. Вона каже, що пограбування на Алдані надихнуло її на продовження боротьби, бо це об'ява про повстання. Кассіан один летить на тропічну туристичну планету Ніамос. Під час походу до крамниці він випадково опиняється біля втікачів і його заарештовують як вірогідного спільника. За новим законом, Кассіан отримує 6 років ув'язнення. |                                          |                 |              |                         |
| 8 | «Наркіна-5 / Narkina 5»                  | Тобі Гайнс      | Бо Віллімон  | 26 жовтня 2022          |
| Кассіана привозять у підводну в'язницю на планеті Наркіна-5, де він повинен складати машини. Групи в'язнів мусять змагатися між собою, щоб уникнути покарань. Кассіан стає свідком самогубства одного в'язня. Вел і Сінта прибувають на Феррікс у пошуках Кассіана. Коли Маарва захворює, Бікс намагається зв'язатися з Лютеном, щоб запитати про місцеперебування Кассіана. Але Лютен не відповідає. Потім він залишає Корусант, щоб зустрітися з Со Геррерою. Міро зауважує, що Карн на новій роботі регулярно шукає Кассіана, зловживаючи службовим становищем. Той зізнається, що хоче довести свою справу до кінця. Міро довідується від нього більше деталей справи та веде загін на Феррікс, де затримує Бікс і відправляє її на допит. |                                          |                 |              |                         |
| 9 | «Ніхто не слухає! / Nobody's Listening!» | Тобі Гайнс      | Бо Віллімон  | 2 листопада 2022        |
| Міро катує Бікс звуком, щоб отримати інформацію про Кассіана. Вона розуміє, що Кассіан міг бути причетним до нападу на Алдані, але їй нічого не вдається дізнатися про Лютена, що фігурує у справі як Стрижень. Згодом вдається захопити пілота повстанців, чия група планує набіг на Спеллгауз Мон Мотму відвідує її двоюрідна сестра, котрою виявляється Вел, і заохочує її далі грати роль багатої та політично незаангажованої молодої жінки. Мон і Колма продовжують працювати над таємним збором коштів для діяльності повстанців. Щоб краще приховати їхню діяльність, Колма змушений залучити «банкіра» на ім'я Даво Скалдан, який хоче зустрітися з Мон. Тим часом на Наркіні-5 Улаф, старший член тюремної бригади Кассіана, втрачає здоров'я. Лікар діагностує інсульт і вкорочує Улафу віку шляхом евтаназії. Під час процедури лікар таємно підтверджує Кассіану та керівнику бригади Кіно чутку: на другому поверсі в'язниці вбили всіх в'язнів. Підставою стало повернення вже нібито звільненого, що сталося через управлінську помилку. Кассіан і Кіно розуміють, що з в'язниці нікого не випускають, а лише міняють місцями до самої смерті. Це переконує Кіно приєднатися до плану Кассіана щодо втечі. Кассіан запевняє, що оскільки цінність в'язнів мізерна, то їх не прослуховують. |                                          |                 |              |                         |
| 10 | «Звідси один шлях / One Way Out»         | Тобі Гайнс      | Бо Віллімон  | 9 листопада 2022        |
| Кассіан влаштовує підтоплення, щоб спричинити коротке замикання систему безпеки свого поверху. Коли на заміну Улафу привозять нового робітника, в'язні нападають на охоронців і захоплюють зброю. Кіно використовує систему внутрішнього зв'язку в'язниці, щоб закликати інші поверхи до втечі, і повстання охоплює всю в'язницю. Сам Кіно попри це лишається, бо не вміє плавати. Кассіан пливе з іншими втікачами й дістається до суші. Мон зустрічається з Даво Скалданом, підозрілим бізнесменом, який пропонує допомогу у фінансуванні її проектів, але Мон відмовляється після того, як Даво просить Мон організувати зустріч між її дочкою Лейдою та його сином, що є першим кроком до шлюбу в їхній культурі. Лонні, таємний інформатор у Службі безпеки, зустрічається з Лютеном і повідомляє йому про надмірний ентузіазм Міро. Лютен відповідає, що пожертвував пілотом повстанців аби убезпечити решту своїх людей. Він міркує про те, як обоє потрапили в пастку своїх ролей, і що вклад Лютена в боротьбу з Імперією напевне не буде гідно оцінений. |                                          |                 |              |                         |
| 11 | «Дочка Феррікса / Daughter of Ferrix»    | Бенджамін Карон | Тоні Ґілрой  | 16 листопада 2022       |
| Маарва помирає і на Ферріксі готують поховальну церемонію. Міро сподівається, що повстанці, з якими Маарва мала зв'язки, прибудуть туди. Карн дізнається від Моска про похорон Маарви та мріє знайти самого Андора. Вел повідомляє Клеї про смерть Маарви та дізнається, що Мон усе ж готова видати доньку заміж, щоб отримати фінансування через Скалдуна. Лейда починає брати участь у групових зібраннях, пов'язаних з культурою та традиціями Чандрілану, новою тенденцією на Корусканті, що засмучує Мон і Вел. Лютен відвідує Со Герреру, який вирішує допомогти Кріґеру атакувати планету Спеллгаус. Лютен радить відмовитися від цього задуму, щоб пожертвувати Кріґером задля безпеки решти повстанців. Повертаючись на Корусант, Лютен привертає увагу імперського патруля й тікає, знищивши кілька TIE-винищувачів. Кассіан та в'язень Рускотт Мелші планують викрасти зореліт, але потрапляють у пастку його власників — аборигенів Наркіни-5. Ті не люблять Імперію, тому погоджуються допомогти, доставивши обох на Ніамос. Кассіан телефонує на Феррікс і дізнається про смерть матері. Він покидає Мелші, щоб комусь із них вдалося розповісти про несправедливу тюремну систему Імперії. |                                          |                 |              |                         |
| 12 | «Рікс-род / Rix Road»                    | Бенджамін Карон | Тоні Ґілрой  | 23 листопада 2022       |
| Кассіан потай повертається на Феррікс та дізнається про ув'язнення Бікса. Дедра Міро та місцевий імперський гарнізон готуються використати похорон, щоб взяти Андора живим і допитати про Стрижня. Лютен через це планує розшукати Кассіана першим і вбити за допомогою найманців Вела та Сінти. За Мон Мотмою продовжує стежити Служба безпеки. Її дочка Лейда знайомиться з сином Даво Скалдана. Під час похорону B2EMO показує запис промови Маарви, який надихає присутніх на вулиці Рікс-род повстати проти Імперії. Під час сутички Кассіан визволяє Бікс, а Сіріл Карн рятує Міро від повстанців. Зустрівшись із B2EMO, Брассо та кількома іншими на верфі, Кассіан переконує їх відвезти Бікс кудись у безпечне місце, якомога далі від Феррікса. Зворушений повстанням, Лютен повертається на свій корабель, де його чекає Кассіан. Знаючи, що Лютен хотів убити його, Кассіан пропонує завершити задумане або взяти його з собою. У сцені після титрів дроїди переносять механізми, які виготовляли в'язні Наркіни-5. Це виявляються частини фокусувальної тарілки Зірки Смерті. |                                          |                 |              |                         |

### Другий сезон
| № серії (загалом) | № серії (в сезоні) | Назва серії                                               | Режисер(и)          | Сценарист(и) | Оригінальна дата показу |
| --- | ------------------ | --------------------------------------------------------- | ------------------- | ------------ | ----------------------- |
| 13 | 1                  | «Рік по тому / One Year Later»                            | Аріель Клейман      | Тоні Ґілрой  | 22 квітня 2025          |
| Минув рік після втечі Кассіана. Він проник на імперську базу та вдає з себе льотчика-випробувача, щоб викрасти прототип нового імперського винищувача «TIE Avenger». Оскільки керування виявляється незнайомим, викрадення відбувається не за планом. Кассіану вдається посадити винищувач у джунглі невідомої планети, де його оточує група недовірливих партизанів Майї Пей. Через внутрішній конфлікт між партизанами стається перестрілка, Кассіана беруть у полон. На сільськогосподарській планеті Міна-Рау, Бікс, Брассо, Вілмон та B2EMO переховуються у місцевого фермера. Повстанці бояться, що їх викриють, бо вони перебувають на фермі нелегально. Бікс страждає від посттравматичного стресового розладу, спричиненого тортурами Горста. На Чандрилі Мон Мотма готується до шлюбу своєї дочки за домовленістю, але Тей Колма повідомляє, що його інвестиції в цю затію не виправдалися. Вел просить у Лютена інформацію про місцезнаходження Сінти, але той стверджує, що нічого не знає. Орсон Креннік збирає імперських офіцерів на таємну зустріч. Він повідомляє про плани почати видобування рідкісного мінералу на планеті Горман для імперської енергетики. Керувати проєктом доручають Дедрі, яка неохоче погоджується. |                    |                                                           |                     |              |                         |
| 14 | 2                  | «Саґрона Тііма / Sagrona Teema»                           | Аріель Клейман      | Тоні Ґілрой  | 22 квітня 2025          |
| Кассіан перебуває у полоні, поки конфлікт серед партизанів Майї Пей загострюється, і група розділяється на дві фракції. На Міна-Рау прибувають імперські офіцери, щоб перевірити документи робітників, і глушать усі вихідні сигнали. Бікс, Брассо та Віл домовляються про переїзд в іншу частину планети. На Корусанті Дедра та Сіріл, які тепер живуть разом як пара, готуються до світської події, яку вони відкладали. Коли підготовка до весілля Лейди завершується, Мотма обговорює можливість втечі Тея з Лютеном, який каже, що їм слід спробувати з'ясувати ціну, яку заплатить Колма за мовчання про стосунок Мотми до повстанців. Кассіану вдається втекти, скориставшись колотнечею між партизанами. Він сідає в TIE Avenger і відлітає з планети, що виявляється Явіном IV. |                    |                                                           |                     |              |                         |
| 15 | 3                  | «Врожай / Harvest»                                        | Аріель Клейман      | Тоні Ґілрой  | 22 квітня 2025          |
| Кассіан зв'язується з Клеєю Маркі (конс'єржкою у галереї Лютена), щоб з'ясувати яка загроза нависає над Міною-Рау і його друзями. Дедру та Сіріла запрошує на вечерю матір Сіріл. Там Іді неодноразово принижує Сіріла, що спонукає Дедру втрутитися. На Чандрілі Лейда виходить заміж за Стекана Скалдуна, як і було домовлено, і після церемонії влаштовується урочистий прийом. Коли втікачі з Феррікса готуються покинути Міну-Рау, імперський офіцер, лейтенант Кроул, намагається зґвалтувати Бікс, але вона вбиває його після жорстокої боротьби. Імперський штурмовик убиває Брассо, а слідом Кассіан прибуває на TIE Avenger та розстрілює імперський конвой. Він забирає Бікс та Віла і вони тікають на TIE Avenger. Лютен повідомляє Мотмі, що Тей не погодиться на жодну ціну, тому його треба вбити. Мотма засмучено п'є й танцює, поки Вел спостерігає, як Сінта відбуває з Теєм. |                    |                                                           |                     |              |                         |
| 16 | 4                  | «Ви коли-небудь були на Гормані? / Ever Been to Ghorman?» | Аріель Клейман      | Бо Віллімон  | 29 квітня 2025          |
| Через рік після втечі з Міна-Рау, Кассіан та Бікс стали активними агентами Лютена та переховуються на Корусанті. Бікс усе ще переслідують кошмари про Горста. На Гормані Імперія починає будувати арсенал. Сіріл, за підтримки Дедри та Партагаза, займає позицію в Пальмо, столиці Гормана, та вдає, що симпатизує справі місцевих повстанців. Дізнавшись від Юнга, що Дедра таємно працює на планеті, Лютен відправляє Кассіана оцінити стан повстанців. Вілмону доручено навчити лейтенанта Со Геррери, Плуті, як налаштувати машину для видобування ридонію, джерело палива для зорельотів Імперії, які вони планують викрасти. Мотма безуспішно намагається знайти підтримку з метою заблокувати поновлення законопроєкту, що надає широкі повноваження Бюро безпеки. |                    |                                                           |                     |              |                         |
| 17 | 5                  | «У мене скрізь є друзі / I Have Friends Everywhere»       | Аріель Клейман      | Бо Віллімон  | 29 квітня 2025          |
| Клея дізнається, що Скалдун намірився перевірити всі експонати в галереї Лютена після того, як одна з робіт виявилася підробкою. Це загрожує, що жучок для прослуховування, який Клея встановила в кімнаті, буде виявлений. Кассіан зв'язується з повстанцями на Гормані та дізнається, що вони планують перехопити партію зброї, але вважає їх занадто недосвідченими та перешкоджає цьому, до їхнього розчарування. Сіріл повертається на Корусант з новинами про плани викрадення зброї, а Партагаз і Дедра дозволяють цьому статися, щоб мати привід для репресій проти повстанців. Со вбиває Плуті, дізнавшись, що він зрадник, і доручає Вілмону працювати з екстрактором ридонію. |                    |                                                           |                     |              |                         |
| 18 | 6                  | «Що за веселий вечір / What a Festive Evening»            | Аріель Клейман      | Бо Віллімон  | 29 квітня 2025          |
| Кассіан наполягає на тому, що повстанці Гормана не готові битися, і сперечається з Лютеном, дізнавшись, що той без його відома намагався переконати Бікс повернутися в стрій. Лютен дорікає йому за недалекоглядність і натомість відправляє Вел та Сінту допомогти повстанцям здійснити пограбування. Вел і Сінта миряться та відновлюють свій роман. Пограбування вдається, але один із бійців не виконує наказів Вела та випадково вбиває Сінту, коли втручається перехожий. На вечірці з нагоди нагородження Скалдуна Креннік і Мотма обговорюють етику війни, а Клея витягує жучок, використовуючи Юнга для відволікання. Бікс вривається до нового офісу Горста та одягає на нього шолом для тортур. Потім вона покидає офіс із Кассіаном, який дистанційно підриває будівлю. |                    |                                                           |                     |              |                         |
| 19 | 7                  | «Вісник / Messenger»                                      | Янус Метц           | Ден Ґілрой   | 6 травня 2025           |
| Минув ще рік. Повстанці почали координувати військові операції на Явіні IV, де зараз живуть Кассіан та Бікс. Вілмон каже їм, що Дедра перебуває на Гормані. Дії тамтешніх повстанців імперські ЗМІ зображають як безцільний тероризм. Вілмон закликає Кассіана допомогти вбити Дедру. Попри свої побоювання щодо місії, яку паралельно виконує Лютен, Кассіан погоджується та вирушає з Вілмоном на Горман. Цілитель Сили пророкує Бікс, що Кассіан буде життєво важливим для Повстання. На Гормані Дедру тимчасово замінює капітан Кайдо, посланий Партагазом для нагляду за виконанням імперських наказів. Сіріл підозрює, що Дедра приховує від нього справжні плани Імперії щодо Гормана. |                    |                                                           |                     |              |                         |
| 20 | 8                  | «Хто ти? / Who Are You?»                                  | Янус Метц           | Ден Ґілрой   | 6 травня 2025           |
| Кайдо провокує протест на центральній площі Пальмо, і водночас перекриває виходи барикадами і посилає зумисне недосвідчену поліцію проти натовпу. Прибувши на площу разом із протестувальниками, Сіріл з жахом усвідомлює, що протести цілком справедливі. Він вривається в кабінет до Дедри та вимагає розповісти правду про наміри Імперії щодо Гормана. Дізнавшись про видобування копалин, він тікає. Виконуючи вказівку Партагаза, Дедра неохоче наказує військам відкрити вогонь, що провокує перестрілку між повстанцями та імперськими силами. Протестувальники намагаються втекти, але наражаються на загін дроїдів KX, випущених Кайдо. Сіріл губиться у натовпі. Кассіан намагається застрелити Дедру, але потрапляє в засідку Сіріл. Повстанцям вдається вивести з ладу одного дроїда, переїхавши його БТР. Кассіан тікає з Гормана, забравши зламаного дроїда. Вілмон залишається, щоб знайти свою дівчину-горманку Дріну та по всій Галактиці про злочини Імперії. Дедра та Іді дізнаються про втрати імперських сил, яких проголошено героями. |                    |                                                           |                     |              |                         |
| 21 | 9                  | «Вітаємо у Повстанні / Welcome to the Rebellion»          | Янус Метц           | Ден Ґілрой   | 6 травня 2025           |
| Після різанини в Гормані Імперія представляє інцидент як віроломний напад горманців на імперські сили. Мотма вирішує, що настав час відкрито засудити Імператора та втекти на Явін IV. Сенатор Бейл Органа вирішує залишитися на Корусанті, щоб таємно допомогти повстанцям. Лютен дізнається від Юнга, що охоронці Органи мають завдання затримати Мотму. Він доручає Кассіану допомогти їй втекти. Хоча виступу Мотми намагаються перешкодити, завдяки Бейлу вона виступає в Сенаті, засуджуючи імператора Палпатіна та брехню імперських ЗМІ. Кассіан допомагає Мотмі втекти після її промови в Сенаті, вбиваючи шпигуна з команди охорони Органи та її водія Клоріса. Мотма публічно заявляє про свою прихильність до повстанців, поки Кассіан супроводжує пораненого Вілмона на Явін IV. Кассіан вирішує почати нове життя з Бікс на Явіні IV, але вона йде вночі, залишаючи Кассіану повідомлення з проханням допомогти повстанню. Вона обіцяє повернутися, якщо повстання стане успішне. Згодом техніки збирають і перепрограмовують викраденого дроїда KX. Це виявляється K-2SO. |                    |                                                           |                     |              |                         |
| 22 | 10                 | «Припини це / Make It Stop»                               | Алонсо Руїспаласіос | Том Бісселл  | 13 травня 2025          |
| Через рік після подій на Гормані лейтенант Лонні попереджає Лютена, що Імперія будує Зірку Смерті, і що Дедра, ймовірно, знає про роботу Лонні та Лютена на повстанців. Хоча спочатку Лютен обіцяє Лонні та його родині безпечну втечу з Корусанта, він потім убиває лейтенанта, щоб не допустити витоку компромату на себе. Далі Лютен знищує комунікаційне обладнання в своїй антикварній крамниці саме перед тим, як прибуває Дедра. Вона вдає ніби принесла старовинний артефакт, а потім показує, що знає про дії повстанців. Лютен задля уникнення арешту заколюється давнім кинджалом. Важко пораненого, його доставляють до лікарні, за чим Клея спостерігає здалеку. Флешбеки показують як Лютен був імперським офіцером, але розчарувався в Імперії, коли його підрозділ вчинив різанину в рідному місті Клеї. Вона сховалася на зорельоті і Лютен взяв Клею під опіку, поступово навчаючи вести диверсії. Дедра думає, що отримає винагороду, але її заарештовують за перевищення службових обов'язків. Клея під виглядом медсестри пробирається до лікарні та вимикає систему життєзабезпечення Лютена. |                    |                                                           |                     |              |                         |
| 23 | 11                 | «Хто ще знає? / Who Else Knows?»                          | Алонсо Руїспаласіос | Том Бісселл  | 13 травня 2025          |
| Креннік допитує Дедру і дорікає їй за те, що вона самовпевнено поставилася до своїх обов'язків, допустивши витік інформації про Зірку Смерті та спробу самогубства Лютена. Розслідування смерті Лютена доручається Гірту, який помічає на записі з камер спостереження Клею, а Партагаз оголошує її носійкою заразної хвороби, щоб допомогти її арешту. У криївці Клея зв'язується з Вілмоном на Явіні IV й попереджає про Зірку Смерті. Але тамтешні повстанці не вірять, вважаючи інформацію хибною чи застарілою. Дедра надає Гірту інформацію про комунікації Лютена, і його команда відстежує криївку Клеї. Кассіан та Мелші в той час приходять забрати Клею, проте вона хоче лишитися, оскільки повстанці на Явіні IV поганої думки про Лютена. Коли команда Гірта наближається, K-2SO, не викликаючи підозр, входить до будівлі та починає атакувати імперців. |                    |                                                           |                     |              |                         |
| 24 | 12                 | «Джеда, Кайбер, Ерсо / Jedha, Kyber, Erso»                | Алонсо Руїспаласіос | Том Бісселл  | 13 травня 2025          |
| K-2SO вбиває Гірта та його команду, але Клея поранена. Кассіан, Мелші та K-2SO відвозять її на Явін IV, де Бейл Органа затримує їх усіх за самоправство. Значна частина керівництва повстанців, включаючи Бейла, не довіряє розвідданим Лютена, але Мон Мотма готова вислухати Клею. Вел розмовляє з Кассіаном, який переконує її в чесності Лютена, і вони піднімають келих за своїх загиблих товаришів. Партагаз скоює самогубство, усвідомивши свій провал. Дедру замикають у в'язниці, подібній до комплексу на Наркіні. Коли інформатор повстанців, пов'язаний з Со, зв'язується з Явіном IV, благаючи поговорити з Кассіаном про Зірку Смерті, керівництво повстанців розуміє, що суперзброя реальна. Повстання погоджується дозволити Кассіану та K-2SO летіти на Кафрену для зустрічі з інформатором (що починає фільм «Бунтар-Один»). Клея лишається на Явіні IV разом з Вілмоном, Мон та Вел. На Міна-Рау B2EMO грається з іншим дроїдом, поки Бікс тримає немовля на руках і з тугою дивиться на обрій. |                    |                                                           |                     |              |                         |

## Виробництво

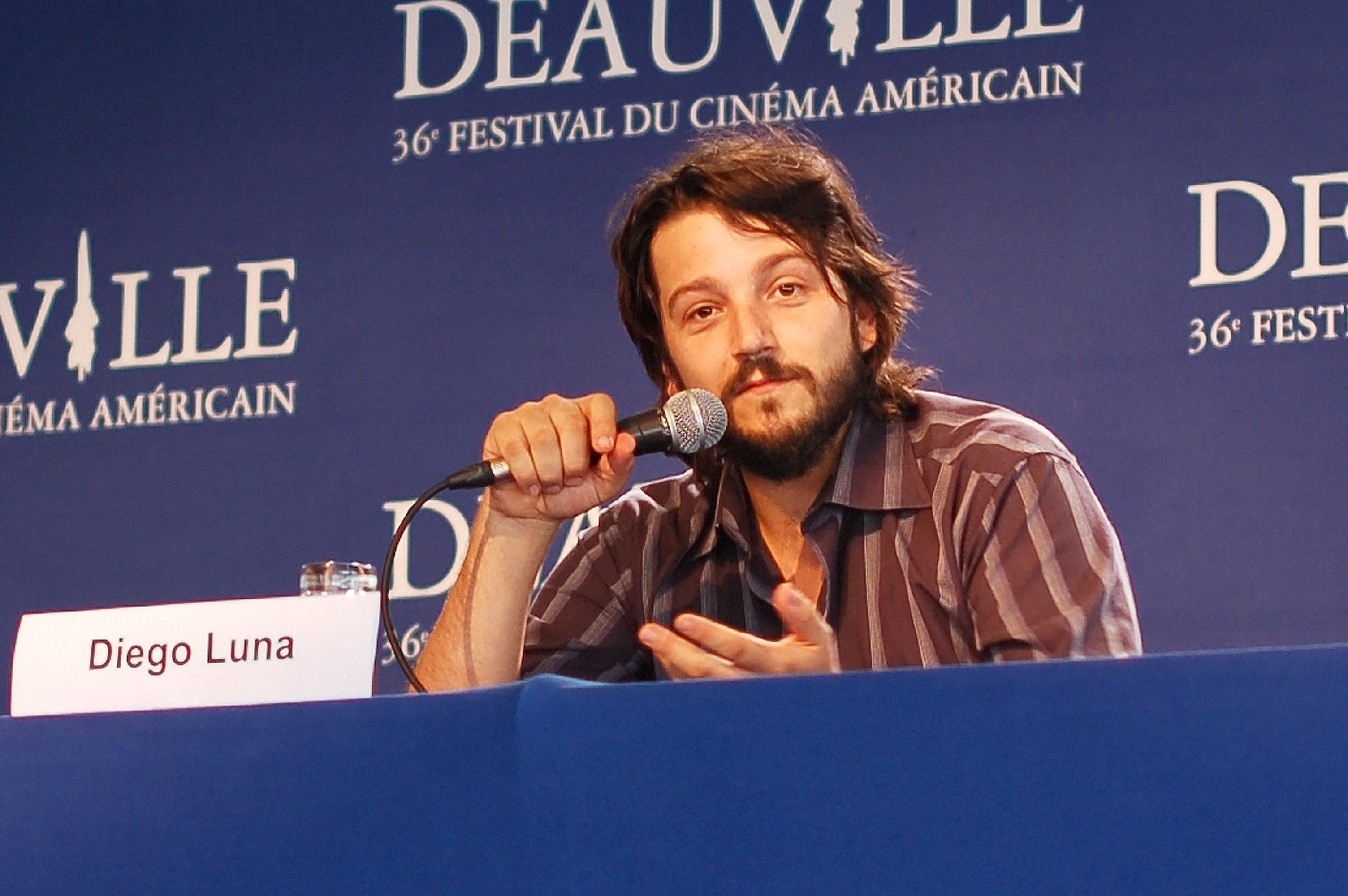
Дієго Луна, виконавець ролі Андора

У листопаді 2017 року CEO компанії Disney, Боб Айгер, оголосив, що Дісней та Lucasfilm працюють над новим серіалом «Зоряних війн» для платформи «Disney+». У лютому 2018 року Айгер повідомив, що в розробці знаходяться відразу декілька серіалів. У листопаді 2018 року було оголошено, що один з цих серіалів буде приквелом до фільму «Бунтар Один». Майбутній серіал був описаний як «шпигунський трилер», головним персонажем якого стане Кассіан Андор у виконанні Дієго Луни. Виробництво повинно було розпочатися у 2019 році після того, як Луна закінчить зйомки в другому сезоні серіалу «Нарко: Мексика». Сценарій пілотної серії написав Джаред Буш.
До кінця листопаду 2018 року шоуранером проєкту став Стівен Шифф. У жовтні 2019 року Тоні Гілрой був призначений сценаристом першого епізоду, і повинен був працювати разом з Шиффом, але до квітня 2020 року замінив Шиффа на посаді шоуранера. Після шести тижнів підготовки до зйомок у Великій Британії на початку 2020 року виробництво серіалу було відкладено через обмеження, запроваджені у зв'язку з поширенням COVID-19. У вересні 2020 року підготовка до зйомок відновилася. Гілрой, який проживає в Нью-Йорку, не захотів летіти до Великої Британії через пандемію COVID-19, тому режисером перших трьох епізодів був призначений британський режисер Тобі Хейнс. Гілрой при цьому залишився шоуранером.
У грудні 2020 року було оголошено офіційну назву серіалу. Також було підтверджено, що серіал буде складатися з 12 епізодів.

### Сценаристи
Крім Гілроя і Шиффа в команду сценаристів серіалу увійшли Бо Уіллімона і брат Тоні Гілроя Ден.

### Підбір акторів
Дієго Луна (Касіян Андор), Алан Тудик (K-2SO) і Женев'єв О'Райлі (Мон Мотма) зіграють ролі тих самих персонажів, що й у фільмі «Бунтар Один». Також у серіалі з'являться: Стеллан Скашгорд, Кайл Соллер, Деніз Гоф, Адріа Архона і Фіона Шоу.

### Зйомки

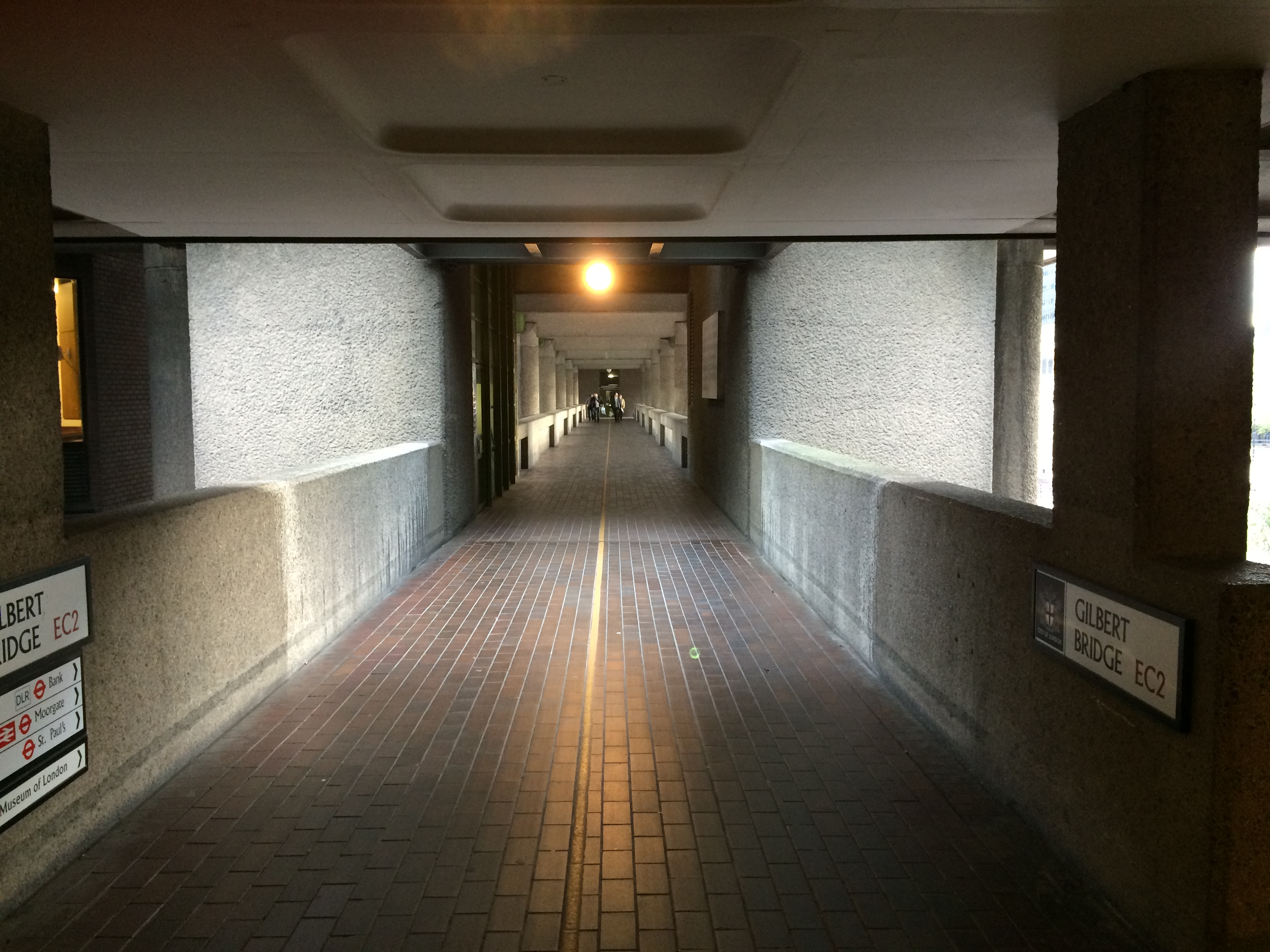
Барбіканський мистецький центр у Лондоні зображав імперські Установи на планеті Корусант

Зйомки почалися в Лондоні на кінці листопада 2020 року. Режисером перших трьох епізодів був призначений Тобі Хейнс, а оператором — Джонатан Фрімен. Зйомки планували почати ще у 2019 році, згодом їх початок було перенесено на червень 2020 року, але потім знову були відкладені через пандемію COVID-19.

## Прем'єра
Прем'єра серіалу відбулася 21 вересня 2022 року на Disney+. Сезон складався з 12 епізодів.
Прем'єра другого сезону відбулася 22 квітня 2025 року на Disney+. Сезон також має 12 епізодів.

## Сприйняття
Після випуску перших трьох епізодів 21 вересня 2022 року серіал отримав 86 % схвальних рецензій на агрегаторі «Rotten Tomatoes», і 74 бали зі 100 на «Metacritic».
Перший сезон отримав на «Rotten Tomatoes» 96 % схвальних рецензій із середньою оцінкою 8,55 з 10. На «Metacritic» середнє схвалення виражено балом 74 зі 100, що вказує на «загалом схвальні відгуки».
Другий сезон зібрав на «Rotten Tomatoes» 97 % із середнім балом 8,9/10, а на «Metacritic» 92 бали зі 100, що свідчить про «загальне визнання».
Перші рецензії були змішаними. Ендрю Маєрс у «TV Guide» зазначив, що «Андор» починається подібно до «Мандалорця» та «Обі-Вана», з локальної особистої історії, але розвивається в оповідь з більшими ставками. «На жаль, перші два епізоди є дещо експозиційним. Відстеження політичних угруповань і дюжини іменованих персонажів, ймовірно, потребуватиме кількох переглядів […] Усе набагато складніше, ніж повинно бути, але принаймні „Андор“ зобов'язується побудувати просторий, самодостатній світ, а не знову плюхнутися на Татуїн».
Деніел Фієнберг із «The Hollywood Reporter» описав серіал як більш похмурий і дорослий, ніж його попередники. Хоча Disney не дозволяє собі зображень насильства чи сексу, «Андор» звертається до гостріших і неоднозначних проблем, ніж просто порятунок дитини. Навіть у візуальному стилі «Замість милих створінь і антропоморфних роботів — це сміттєзвалища, склади та промислове забруднення». Кассіан на початку більше відчайдух-сміттяр, аніж зухвалий найманець, і серіал стартує надто повільно. На думку критика, було мудрим рішенням випустити перші три епізоди одночасно, бо «рівень роздратування, якби серіал виходив по одному, був би епічним».
Другий сезон отримав загальне схвалення за подальше розкриття персонажів і гострий, похмурий сюжет, який зображає складність боротьби за свободу.
Софі Батчер у «Empire» хвалила: те, що робить «Андор» таким чудовим, полягає в тому, що прибравши всі елементи «Зоряних війн», ним все одно можна насолоджуватися як «політичним трилером вищого рівня». Серіал добре сполучається з фільмом «Бунтар-Один» і надає глибини вже відомим персонажам, як Мол Мотма та Бейл Органа.
Олександр Наумець на сайті ITC.ua писав, що це повноцінна драматична історія, котра тримає на напрузі. «Андор» доводить, що всесвіт «Зоряних війн» здатен дорослішати, рости й говорити про щось важливіше, ніж черговий лазерний бій. Декорації, освітлення, звуки — усе працює на створення гнітючої, але красивої атмосфери. Кассіан та інші персонажі набули в серіалі глибини, а імперці не просто шаблонні лиходії, а особи з переконливою мотивацією. Другий сезон при цьому значно сміливіший за перший. Він не боїться заглядати у темні куточки боротьби за свободу, і місцями це радше шпигунський трилер з домішкою соціальної драми.